# 20,000
20,000(이만)은 19,999보다 크고 20,001보다 작은 자연수다.

## 수학
- 합성수로, 그 약수는 총 30개다. (1, 2, 4, 5, 8, 10, 16, 20, 25, 32, 40, 50, 80, 100, 125, 160, 200, 250, 400, 500, 625, 800, 1000, 1250, 2000, 2500, 4000, 5000, 10000, 20000)
  - 20000의 진약수의 합은 29203이므로, 20000은 과잉수다.
- 95번째 아킬레스 수다. 앞의 아킬레스 수는 19773, 다음은 20808이다.

## 과학
- 20000 바루나: 소행성.

## 교통
- 20000계(일본어판): 일본에서 숫자 20000을 사용하는 철도 차량들을 일컫는 용어.

## 20,000번대의 주요 자연수

### 20,001~20,999
- 20,008: 82번째 팔각수.
- 20,011: 116번째 중심있는 삼각수.
- 20,018: 서로 다른 두 소수(97, 103)의 제곱합으로 나타낼 수 있는 149번째 반소수.
- 20,026: 76번째 구각수, 90번째 중심있는 오각수.
- 20,063: 327번째 소피 제르맹 소수(↔ 40,127).
- 20,075: 평년 55년의 날짜.
- 20,076: 56번째 십오각수.
- 20,088: 54번째 십육각수.
- 20,100: 200번째 삼각수.
- 20,115: 90번째 칠각수.
- 20,123: 191번째 안전 소수(↔ 10,061).
- 20,126: 116번째 오각수.
- 20,138: 서로 다른 두 소수(37, 137)의 제곱합으로 나타낼 수 있는 150번째 반소수.
- 20,160: 23번째 고도 합성수.
  - 3부터 8까지 연속하는 자연수 6개의 곱으로, 8의 계승의 절반.

({\displaystyle 20160={\frac {1}{2}}\times 8!})
- 20,164 = 1422
- 20,183: 192번째 안전 소수(↔ 10,091).
- 20,201: 101번째 중심있는 사각수.
- 20,224: 64번째 십이각수.
- 20,230: 34번째 오각뿔수.
- 20,249: 328번째 소피 제르맹 소수(↔ 40,499).
- 20,282: 서로 다른 두 소수(31, 139)의 제곱합으로 나타낼 수 있는 151번째 반소수.
- 20,301: 201번째 삼각수.
- 20,327: 193번째 안전 소수(↔ 10,163).
- 20,352: 48번째 이십각수.
- 20,359: 117번째 중심있는 삼각수.
- 20,369: 329번째 소피 제르맹 소수(↔ 40,739).
- 20,393: 330번째 소피 제르맹 소수(↔ 40,787).
- 20,411: 331번째 소피 제르맹 소수(↔ 40,823).
- 20,419: 83번째 중심있는 육각수.
- 20,440: 평년 56년의 날짜.
- 20,441: 332번째 소피 제르맹 소수(↔ 40,883).
- 20,449 = 1432
- 20,475: 117번째 오각수, 25번째 오포체수.
- 20,476: 91번째 중심있는 오각수.
- 20,480 = {\displaystyle 64^{2}+128^{2}}
- 20,483: 77번째 중심있는 칠각수.
- 20,501: 83번째 팔각수.
- 20,503: 202번째 삼각수.
- 20,507: 194번째 안전 소수(↔ 10,253).
- 20,520: 72번째 십각수.
- 20,540: 39번째 사각뿔수.
- 20,543: 195번째 안전 소수(↔ 10,271).
- 20,559: 77번째 구각수.
- 20,566: 91번째 칠각수.
- 20,569: 19번째 테트라나치 수.
- 20,570: 68번째 십일각수.
- 20,605: 102번째 중심있는 사각수.
- 20,627: 196번째 안전 소수(↔ 10,313).
- 20,642: 서로 다른 두 소수(59, 131)의 제곱합으로 나타낼 수 있는 152번째 반소수.
- 20,663: 197번째 안전 소수(↔ 10,331).
- 20,693: 333번째 소피 제르맹 소수(↔ 41,387).
- 20,706: 203번째 삼각수.
- 20,710: 118번째 중심있는 삼각수.
- 20,736 = 124 = 1442
- 20,753: 334번째 소피 제르맹 소수(↔ 41,507).
- 20,759: 335번째 소피 제르맹 소수(↔ 41,519).
- 20,771: 336번째 소피 제르맹 소수(↔ 41,543).
- 20,787: 39번째 삼십각수.
- 20,789: 337번째 소피 제르맹 소수(↔ 41,579).
- 20,805: 57번째 십오각수, 평년 57년의 날짜.
- 20,808: 96번째 아킬레스 수.
- 20,825: 49번째 사면체수.
- 20,827: 118번째 오각수.
- 20,845: 55번째 십육각수.
- 20,858: 서로 다른 두 소수(97, 107)의 제곱합으로 나타낼 수 있는 153번째 반소수.
- 20,865: 65번째 십이각수.
- 20,876: 50번째 케이크 수.
- 20,879: 338번째 소피 제르맹 소수(↔ 41,759).
- 20,910: 204번째 삼각수.
- 20,917: 84번째 중심있는 육각수.
- 20,921: 339번째 소피 제르맹 소수(↔ 41,843).
- 20,931: 92번째 중심있는 오각수.
- 20,939: 340번째 소피 제르맹 소수(↔ 41,879).
- 20,963: 341번째 소피 제르맹 소수(↔ 41,927).

### 21,000~21,999
- 21,000: 84번째 팔각수.
- 21,002: 서로 다른 두 소수(41, 139)의 제곱합으로 나타낼 수 있는 154번째 반소수.
- 21,011: 342번째 소피 제르맹 소수(↔ 42,023).
- 21,013: 103번째 중심있는 사각수.
- 21,022: 92번째 칠각수, 78번째 중심있는 칠각수.
- 21,025 = 1452
- 21,059: 198번째 안전 소수(↔ 10,529).
- 21,064: 119번째 중심있는 삼각수.
- 21,089: 343번째 소피 제르맹 소수(↔ 42,179).
- 21,097: 73번째 십각수.
- 21,099: 78번째 구각수.
- 21,115: 205번째 삼각수.
- 21,125: 97번째 아킬레스 수.
- 21,147: 9번째 벨 수.
- 21,149: 344번째 소피 제르맹 소수(↔ 42,299).
- 21,168: 98번째 아킬레스 수.
- 21,170: 평년 58년의 날짜.
- 21,179: 345번째 소피 제르맹 소수(↔ 42,539), 199번째 안전 소수(↔ 10,589).
- 21,182: 119번째 오각수.
- 21,183: 69번째 십일각수.
- 21,217: 49번째 이십각수.
- 21,221: 346번째 소피 제르맹 소수(↔ 42,443).
- 21,227: 200번째 안전 소수(↔ 10,613).
- 21,296: 99번째 아킬레스 수.
- 21,316 = 1462
- 21,321: 206번째 삼각수.
- 21,341: 347번째 소피 제르맹 소수(↔ 42,683).
- 21,383: 348번째 소피 제르맹 소수(↔ 42,767), 201번째 안전 소수(↔ 10,691).
- 21,391: 93번째 중심있는 오각수.
- 21,419: 349번째 소피 제르맹 소수(↔ 42,839), 202번째 안전 소수(↔ 10,709).
- 21,421: 120번째 중심있는 삼각수, 85번째 중심있는 육각수.
- 21,425: 104번째 중심있는 사각수.
- 21,458: 서로 다른 두 소수(73, 127)의 제곱합으로 나타낼 수 있는 155번째 반소수.
- 21,467: 203번째 안전 소수(↔ 10,733).
- 21,483: 93번째 칠각수.
- 21,505: 85번째 팔각수.
- 21,516: 66번째 십이각수.
- 21,528: 207번째 삼각수.
- 21,535: 평년 59년의 날짜.
- 21,540: 120번째 오각수.
- 21,547: 58번째 십오각수.
- 21,563: 204번째 안전 소수(↔ 10,781).
- 21,568: 79번째 중심있는 칠각수.
- 21,578: 서로 다른 두 소수(53, 137)의 제곱합으로 나타낼 수 있는 156번째 반소수.
- 21,599: 205번째 안전 소수(↔ 10,799).
- 21,600: 100번째 아킬레스 수.
- 21,609 = 1472
- 21,611: 350번째 소피 제르맹 소수(↔ 43,223).
- 21,616: 56번째 십육각수.
- 21,632: 101번째 아킬레스 수.
- 21,646: 79번째 구각수.
- 21,682: 74번째 십각수.
- 21,701: 351번째 소피 제르맹 소수(↔ 43,403).
- 21,713: 352번째 소피 제르맹 소수(↔ 43,427).
- 21,736: 208번째 삼각수.
- 21,767: 206번째 안전 소수(↔ 10,883).
- 21,781: 121번째 중심있는 삼각수.
- 21,803: 353번째 소피 제르맹 소수(↔ 43,607).
- 21,805: 70번째 십일각수.
- 21,841: 105번째 중심있는 사각수.
- 21,856: 94번째 중심있는 오각수, 32번째 팔면체수.
- 21,880: 40번째 삼십각수.
- 21,893: 354번째 소피 제르맹 소수(↔ 43,787).
- 21,900: 평년 60년의 날짜.
- 21,901: 121번째 오각수.
- 21,904 = 1482
- 21,924: 연속하는 세 자연수 27, 28, 29의 곱.
- 21,931: 86번째 중심있는 육각수.
- 21,945: 209번째 삼각수.
- 21,949: 94번째 칠각수.
- 21,952 = 283

### 22,000~22,999
- 22,013: 355번째 소피 제르맹 소수(↔ 44,027).
- 22,016: 86번째 팔각수.
- 22,050: 35번째 오각뿔수.
- 22,058: 10번째 사촌 소수쌍(103, 107)의 제곱합.
- 22,071: 21번째 이십면체수.
- 22,079: 356번째 소피 제르맹 소수(↔ 44,159).
- 22,100: 50번째 이십각수, 50번째 사면체수.
- 22,121: 80번째 중심있는 칠각수.
- 22,133: 357번째 소피 제르맹 소수(↔ 44,267).
- 22,140: 40번째 사각뿔수.
- 22,144: 122번째 중심있는 삼각수.
- 22,152: 51번째 케이크 수.
- 22,155: 210번째 삼각수.
- 22,177: 67번째 십이각수.
- 22,200: 80번째 구각수.
- 22,201 = 1492
- 22,205: 서로 다른 두 소수(2, 149)의 제곱합으로 나타낼 수 있는 157번째 반소수.
- 22,222: 19번째 카프리카 수.[a]
- 22,226: 서로 다른 두 소수(5, 149)의 제곱합으로 나타낼 수 있는 158번째 반소수.
- 22,259: 358번째 소피 제르맹 소수(↔ 44,519).
- 22,261: 106번째 중심있는 사각수.
- 22,265: 122번째 오각수, 평년 61년의 날짜.
- 22,271: 359번째 소피 제르맹 소수(↔ 44,543).
- 22,275: 75번째 십각수.
- 22,302: 59번째 십오각수.
- 22,322: 서로 다른 두 소수(11, 149)의 제곱합으로 나타낼 수 있는 159번째 반소수.
- 22,326: 95번째 중심있는 오각수.
- 22,343: 360번째 소피 제르맹 소수(↔ 44,687), 207번째 안전 소수(↔ 11,171).
- 22,349: 361번째 소피 제르맹 소수(↔ 44,699).
- 22,366: 211번째 삼각수.
- 22,401: 57번째 십육각수.
- 22,409: 362번째 소피 제르맹 소수(↔ 44,819).
- 22,420: 95번째 칠각수.
- 22,433: 363번째 소피 제르맹 소수(↔ 44,867).
- 22,436: 71번째 십일각수.
- 22,447: 87번째 중심있는 육각수.
- 22,469: 364번째 소피 제르맹 소수(↔ 44,939).
- 22,472: 102번째 아킬레스 수.
- 22,481: 365번째 소피 제르맹 소수(↔ 44,963).
- 22,500 = 1502
- 22,510: 123번째 중심있는 삼각수.
- 22,533: 87번째 팔각수.
- 22,541: 366번째 소피 제르맹 소수(↔ 45,083).
- 22,578: 212번째 삼각수.
- 22,630: 평년 62년의 날짜.
- 22,632: 123번째 오각수.
- 22,643: 208번째 안전 소수(↔ 11,321).
- 22,681: 81번째 중심있는 칠각수.
- 22,685: 107번째 중심있는 사각수.
- 22,707: 103번째 아킬레스 수.
- 22,739: 209번째 안전 소수(↔ 11,369).
- 22,751: 367번째 소피 제르맹 소수(↔ 45,503).
- 22,761: 81번째 구각수.
- 22,787: 210번째 안전 소수(↔ 11,393).
- 22,791: 213번째 삼각수.
- 22,801 = 1512, 96번째 중심있는 오각수.
- 22,805: 서로 다른 두 소수(2, 151)의 제곱합으로 나타낼 수 있는 160번째 반소수.
- 22,848: 68번째 십이각수.
- 22,853: 368번째 소피 제르맹 소수(↔ 45,707).
- 22,876: 76번째 십각수.
- 22,879: 124번째 중심있는 삼각수.
- 22,896: 96번째 칠각수.
- 22,943: 369번째 소피 제르맹 소수(↔ 45,887), 211번째 안전 소수(↔ 11,471).
- 22,969: 88번째 중심있는 육각수.
- 22,995: 평년 63년의 날짜.

### 23,000~23,999
- 23,001: 51번째 이십각수, 41번째 삼십각수.
- 23,002: 124번째 오각수.
- 23,005: 214번째 삼각수.
- 23,039: 212번째 안전 소수(↔ 11,519).
- 23,056: 88번째 팔각수.
- 23,070: 60번째 십오각수.
- 23,076: 72번째 십일각수.
- 23,099: 370번째 소피 제르맹 소수(↔ 46,199), 213번째 안전 소수(↔ 11,549).
- 23,104 = 1522
- 23,113: 108번째 중심있는 사각수.
- 23,159: 214번째 안전 소수(↔ 11,579).
- 23,200: 58번째 십육각수.
- 23,220: 215번째 삼각수.
- 23,248: 82번째 중심있는 칠각수.
- 23,251: 125번째 중심있는 삼각수.
- 23,279: 371번째 소피 제르맹 소수(↔ 46,559).
- 23,281: 97번째 중심있는 오각수.
- 23,321: 372번째 소피 제르맹 소수(↔ 46,643).
- 23,328: 104번째 아킬레스 수.
- 23,329: 82번째 구각수.
- 23,339: 373번째 소피 제르맹 소수(↔ 46,679).
- 23,360: 평년 64년의 날짜.
- 23,375: 125번째 오각수.
- 23,377: 97번째 칠각수.
- 23,378: 서로 다른 두 소수(103, 113)의 제곱합으로 나타낼 수 있는 161번째 반소수.
- 23,399: 215번째 안전 소수(↔ 11,699).
- 23,402: 서로 다른 두 소수(79, 131)의 제곱합으로 나타낼 수 있는 162번째 반소수.
- 23,409 = 1532
- 23,426: 51번째 사면체수.
- 23,436: 216번째 삼각수.
- 23,459: 374번째 소피 제르맹 소수(↔ 46,919).
- 23,479: 52번째 케이크 수.
- 23,485: 77번째 십각수.
- 23,497: 89번째 중심있는 육각수.
- 23,529: 69번째 십이각수.
- 23,545: 109번째 중심있는 사각수.
- 23,561: 375번째 소피 제르맹 소수(↔ 47,123).
- 23,567: 216번째 안전 소수(↔ 11,783).
- 23,585: 89번째 팔각수.
- 23,603: 376번째 소피 제르맹 소수(↔ 47,207), 217번째 안전 소수(↔ 11,801).
- 23,626: 126번째 중심있는 삼각수.
- 23,627: 218번째 안전 소수(↔ 11,813).
- 23,642: 서로 다른 두 소수(29, 151)의 제곱합으로 나타낼 수 있는 163번째 반소수.
- 23,653: 217번째 삼각수.
- 23,663: 219번째 안전 소수(↔ 11,831).
- 23,669: 377번째 소피 제르맹 소수(↔ 47,339).
- 23,716 = 1542
- 23,725: 73번째 십일각수, 평년 65년의 날짜.
- 23,751: 126번째 오각수, 26번째 오포체수.
- 23,753: 378번째 소피 제르맹 소수(↔ 47,507).
- 23,766: 98번째 중심있는 오각수.
- 23,819: 379번째 소피 제르맹 소수(↔ 47,639), 220번째 안전 소수(↔ 11,909).
- 23,821: 41번째 사각뿔수.
- 23,822: 83번째 중심있는 칠각수.
- 23,851: 61번째 십오각수.
- 23,863: 98번째 칠각수.
- 23,871: 218번째 삼각수.
- 23,879: 221번째 안전 소수(↔ 11,939).
- 23,882: 서로 다른 두 소수(41, 149)의 제곱합으로 나타낼 수 있는 164번째 반소수.
- 23,904: 83번째 구각수.
- 23,909: 380번째 소피 제르맹 소수(↔ 47,819).
- 23,920: 52번째 이십각수.
- 23,969: 33번째 팔면체수.
- 23,976: 36번째 오각뿔수.
- 23,981: 381번째 소피 제르맹 소수(↔ 47,963), 110번째 중심있는 사각수.

### 24,000~24,999
- 24,004: 127번째 중심있는 삼각수.
- 24,013: 59번째 십육각수.
- 24,023: 222번째 안전 소수(↔ 12,011).
- 24,024: 11부터 14까지 연속하는 네 자연수의 곱.
- 24,025 = 1552
- 24,031: 90번째 중심있는 육각수.
- 24,083: 223번째 안전 소수(↔ 12,041).
- 24,090: 219번째 삼각수. 평년 66년의 날짜.
- 24,098: 서로 다른 두 소수(73, 137)의 제곱합으로 나타낼 수 있는 165번째 반소수.
- 24,102: 78번째 십각수.
- 24,120: 90번째 팔각수.
- 24,130: 127번째 오각수.
- 24,150: 42번째 삼십각수.
- 24,200: 105번째 아킬레스 수.
- 24,203: 382번째 소피 제르맹 소수(↔ 48,407), 224번째 안전 소수(↔ 12,101).
- 24,218: 서로 다른 두 소수(107, 113)의 제곱합으로 나타낼 수 있는 166번째 반소수.
- 24,220: 70번째 십이각수.
- 24,239: 383번째 소피 제르맹 소수(↔ 48,479), 225번째 안전 소수(↔ 12,119).
- 24,256: 99번째 중심있는 오각수.
- 24,281: 384번째 소피 제르맹 소수(↔ 48,563).
- 24,300: 106번째 아킬레스 수.
- 24,310: 220번째 삼각수.
- 24,336 = 1562
- 24,354: 99번째 칠각수.
- 24,360: 연속하는 세 자연수 28, 29, 30의 곱.
- 24,383: 74번째 십일각수.
- 24,385: 128번째 중심있는 삼각수.
- 24,389 = 293
- 24,403: 84번째 중심있는 칠각수.
- 24,407: 226번째 안전 소수(↔ 12,203).
- 24,421: 111번째 중심있는 사각수.
- 24,455: 평년 67년의 날짜
- 24,473: 385번째 소피 제르맹 소수(↔ 48,947).
- 24,476: 21번째 뤼카 수.
- 24,482: 서로 다른 두 소수(41, 151)의 제곱합으로 나타낼 수 있는 167번째 반소수.
- 24,486: 84번째 구각수.
- 24,500: 107번째 아킬레스 수.
- 24,509: 386번째 소피 제르맹 소수(↔ 49,019).
- 24,512: 128번째 오각수.
- 24,527: 227번째 안전 소수(↔ 12,263).
- 24,531: 221번째 삼각수.
- 24,551: 387번째 소피 제르맹 소수(↔ 49,103).
- 24,571: 91번째 중심있는 육각수.
- 24,601: 소설 《레 미제라블》의 주인공 장 발장의 죄수번호.
- 24,611: 388번째 소피 제르맹 소수(↔ 49,223).
- 24,645: 62번째 십오각수.
- 24,649 = 1572
- 24,650: 11번째 사촌 소수쌍(109, 113)의 제곱합.
- 24,653: 서로 다른 두 소수(2, 157)의 제곱합으로 나타낼 수 있는 168번째 반소수.
- 24,658: 서로 다른 두 소수(3, 157)의 제곱합으로 나타낼 수 있는 169번째 반소수.
- 24,659: 228번째 안전 소수(↔ 12,329).
- 24,661: 91번째 팔각수.
- 24,683: 389번째 소피 제르맹 소수(↔ 49,367).
- 24,696: 108번째 아킬레스 수.
- 24,727: 79번째 십각수.
- 24,749: 390번째 소피 제르맹 소수(↔ 49,499).
- 24,751: 100번째 중심있는 오각수.
- 24,753: 222번째 삼각수.
- 24,769: 129번째 중심있는 삼각수.
- 24,804: 52번째 사면체수.
- 24,818: 서로 다른 두 소수(13, 157)의 제곱합으로 나타낼 수 있는 170번째 반소수.
- 24,820: 평년 68년의 날짜.
- 24,840: 60번째 십육각수.
- 24,850: 100번째 칠각수.
- 24,857: 53번째 이십각수.
- 24,858: 53번째 케이크 수.
- 24,865: 112번째 중심있는 사각수.
- 24,897: 129번째 오각수.
- 24,921: 71번째 십이각수.
- 24,964 = 1582
- 24,971: 391번째 소피 제르맹 소수(↔ 49,943).
- 24,976: 223번째 삼각수.
- 24,991: 85번째 중심있는 칠각수.

### 25,000~25,999
- 25,000 = {\displaystyle {\frac {1}{4}}\times 10^{5}}, 109번째 아킬레스 수.
- 25,050: 75번째 십일각수.
- 25,073: 392번째 소피 제르맹 소수(↔ 50,147).
- 25,075: 85번째 구각수.
- 25,082: 서로 다른 두 소수(89, 131)의 제곱합으로 나타낼 수 있는 171번째 반소수.
- 25,088: 110번째 아킬레스 수.
- 25,117: 92번째 중심있는 육각수.
- 25,156: 130번째 중심있는 삼각수.
- 25,178: 서로 다른 두 소수(23, 157)의 제곱합으로 나타낼 수 있는 172번째 반소수.
- 25,185: 평년 69년의 날짜.
- 25,200: 24번째 고도 합성수, 224번째 삼각수.
- 25,208: 92번째 팔각수.
- 25,229: 393번째 소피 제르맹 소수(↔ 50,459).
- 25,251: 101번째 중심있는 오각수.
- 25,281 = 1592
- 25,285: 130번째 오각수.
- 25,307: 229번째 안전 소수(↔ 12,653).
- 25,313: 113번째 중심있는 사각수.
- 25,327: 43번째 삼십각수.
- 25,343: 230번째 안전 소수(↔ 12,671).
- 25,351: 101번째 칠각수.
- 25,360: 80번째 십각수.
- 25,425: 225번째 삼각수.
- 25,432: 22번째 이십면체수.
- 25,452: 63번째 십오각수.
- 25,523: 394번째 소피 제르맹 소수(↔ 51,047).
- 25,546: 131번째 중심있는 삼각수.
- 25,550: 평년 70년의 날짜.
- 25,562: 서로 다른 두 소수(79, 139)의 제곱합으로 나타낼 수 있는 173번째 반소수.
- 25,583: 231번째 안전 소수(↔ 12,791).
- 25,585: 42번째 사각뿔수.
- 25,586: 86번째 중심있는 칠각수.
- 25,600 = 1602
- 25,601: 395번째 소피 제르맹 소수(↔ 51,203).
- 25,632: 72번째 십이각수.
- 25,643: 396번째 소피 제르맹 소수(↔ 51,287), 232번째 안전 소수(↔ 12,821).
- 25,651: 226번째 삼각수.
- 25,658: 서로 다른 두 소수(83, 137)의 제곱합으로 나타낼 수 있는 174번째 반소수.
- 25,669: 93번째 중심있는 육각수.
- 25,671: 86번째 구각수.
- 25,673: 397번째 소피 제르맹 소수(↔ 51,347).
- 25,676: 131번째 오각수.
- 25,681: 61번째 십육각수.
- 25,682: 서로 다른 두 소수(59, 149)의 제곱합으로 나타낼 수 있는 175번째 반소수.
- 25,703: 398번째 소피 제르맹 소수(↔ 51,407).
- 25,726: 76번째 십일각수.
- 25,756: 102번째 중심있는 오각수.
- 25,761: 93번째 팔각수.
- 25,765: 114번째 중심있는 사각수.
- 25,799: 399번째 소피 제르맹 소수(↔ 51,599), 233번째 안전 소수(↔ 12,899).
- 25,812: 54번째 이십각수.
- 25,841: 400번째 소피 제르맹 소수(↔ 51,683).
- 25,847: 234번째 안전 소수(↔ 12,923).
- 25,857: 102번째 칠각수.
- 25,878: 227번째 삼각수.
- 25,913: 401번째 소피 제르맹 소수(↔ 51,827).
- 25,919: 402번째 소피 제르맹 소수(↔ 51,839), 235번째 안전 소수(↔ 12,959).
- 25,921 = 1612
- 25,939: 131번째 중심있는 삼각수.
- 25,947: 111번째 아킬레스 수.
- 25,992: 112번째 아킬레스 수.

### 26,000~26,999
- 26,001: 81번째 십각수.
- 26,003: 236번째 안전 소수(↔ 13,001).
- 26,011: 37번째 오각뿔수.
- 26,018: 서로 다른 두 소수(37, 157)의 제곱합으로 나타낼 수 있는 176번째 반소수.
- 26,070: 132번째 오각수.
- 26,099: 237번째 안전 소수(↔ 13,049).
- 26,106: 228번째 삼각수.
- 26,111: 403번째 소피 제르맹 소수(↔ 52,223).
- 26,136: 113번째 아킬레스 수.
- 26,188: 87번째 중심있는 칠각수.
- 26,189: 404번째 소피 제르맹 소수(↔ 52,379).
- 26,214: 34번째 팔면체수.
- 26,221: 115번째 중심있는 사각수.
- 26,227: 94번째 중심있는 육각수.
- 26,235: 53번째 사면체수.
- 26,244 = 1622
- 26,266: 103번째 중심있는 오각수.
- 26,272: 64번째 십오각수.
- 26,274: 87번째 구각수.
- 26,290: 54번째 케이크 수.
- 26,320: 94번째 팔각수.
- 26,335: 229번째 삼각수, 133번째 중심있는 삼각수.
- 26,353: 73번째 십이각수.
- 26,368: 103번째 칠각수.
- 26,411: 77번째 십일각수.
- 26,459: 405번째 소피 제르맹 소수(↔ 52,919), 238번째 안전 소수(↔ 13,229).
- 26,467: 133번째 오각수.
- 26,498: 서로 다른 두 소수(43, 157)의 제곱합으로 나타낼 수 있는 177번째 반소수.
- 26,501: 406번째 소피 제르맹 소수(↔ 53,003).
- 26,532: 44번째 삼십각수.
- 26,536: 62번째 십육각수.
- 26,565: 230번째 삼각수.
- 26,569 = 1632
- 26,573: 407번째 소피 제르맹 소수(↔ 53,147).
- 26,594: 서로 다른 두 소수(5, 163)의 제곱합으로 나타낼 수 있는 178번째 반소수.
- 26,618: 서로 다른 두 소수(7, 163)의 제곱합으로 나타낼 수 있는 179번째 반소수.
- 26,627: 239번째 안전 소수(↔ 13,313).
- 26,633: 408번째 소피 제르맹 소수(↔ 53,267).
- 26,650: 82번째 십각수.
- 26,681: 116번째 중심있는 사각수.
- 26,734: 134번째 중심있는 삼각수.
- 26,781: 104번째 중심있는 오각수.
- 26,785: 55번째 이십각수.
- 26,791: 95번째 중심있는 육각수.
- 26,796: 231번째 삼각수.
- 26,797: 88번째 중심있는 칠각수.
- 26,849: 409번째 소피 제르맹 소수(↔ 53,699).
- 26,867: 134번째 오각수.
- 26,879: 410번째 소피 제르맹 소수(↔ 53,759).
- 26,884: 104번째 칠각수, 88번째 구각수.
- 26,885: 95번째 팔각수.
- 26,891: 411번째 소피 제르맹 소수(↔ 53,783).
- 26,896 = 1642
- 26,903: 240번째 안전 소수(↔ 13,451).
- 26,912: 114번째 아킬레스 수.
- 26,927: 241번째 안전 소수(↔ 13,463).
- 26,970: 연속하는 세 자연수(29, 30, 31)의 곱.
- 26,993: 412번째 소피 제르맹 소수(↔ 53,987).

### 27,000~27,999
- 27,000 = 303
- 27,028: 232번째 삼각수.
- 27,084: 74번째 십이각수.
- 27,105: 78번째 십일각수, 65번째 십오각수.
- 27,107: 242번째 안전 소수(↔ 13,553).
- 27,136: 135번째 중심있는 삼각수.
- 27,143: 413번째 소피 제르맹 소수(↔ 54,287).
- 27,145: 117번째 중심있는 사각수.
- 27,183 {\displaystyle \approx 10^{4}e}
- 27,225 = 1652
- 27,239: 243번째 안전 소수(↔ 13,619).
- 27,261: 233번째 삼각수.
- 27,270: 135번째 오각수.
- 27,281: 414번째 소피 제르맹 소수(↔ 54,563).
- 27,299: 244번째 안전 소수(↔ 13,649).
- 27,301: 105번째 중심있는 오각수.
- 27,307: 83번째 십각수.
- 27,361: 96번째 중심있는 육각수.
- 27,362: 서로 다른 두 소수(101, 131)의 제곱합으로 나타낼 수 있는 180번째 반소수.
- 27,405: 105번째 칠각수, 63번째 십육각수, 27번째 오포체수.
- 27,413: 89번째 중심있는 칠각수.
- 27,434: 43번째 사각뿔수.
- 27,436: 115번째 아킬레스 수.
- 27,456: 96번째 팔각수.
- 27,458: 서로 다른 두 소수(53, 157)의 제곱합으로 나타낼 수 있는 181번째 반소수.
- 27,479: 415번째 소피 제르맹 소수(↔ 54,959).
- 27,495: 234번째 삼각수.
- 27,501: 89번째 구각수.
- 27,527: 245번째 안전 소수(↔ 13,763).
- 27,539: 416번째 소피 제르맹 소수(↔ 55,079).
- 27,541: 136번째 중심있는 삼각수.
- 27,551: 417번째 소피 제르맹 소수(↔ 55,103).
- 27,556 = 1662
- 27,578: 서로 다른 두 소수(107, 127)의 제곱합으로 나타낼 수 있는 182번째 반소수.
- 27,581: 418번째 소피 제르맹 소수(↔ 55,163).
- 27,613: 118번째 중심있는 사각수.
- 27,648: 116번째 아킬레스 수.
- 27,676: 136번째 오각수.
- 27,720: 25번째 고도 합성수, 54번째 사면체수, 12 이하의 모든 자연수의 최소공배수.
- 27,730: 235번째 삼각수.
- 27,743: 419번째 소피 제르맹 소수(↔ 55,487).
- 27,765: 45번째 삼십각수.
- 27,767: 246번째 안전 소수(↔ 13,883).
- 27,773: 420번째 소피 제르맹 소수(↔ 55,547).
- 27,776: 56번째 이십각수, 55번째 케이크 수.
- 27,783: 117번째 아킬레스 수.
- 27,803: 247번째 안전 소수(↔ 13,901).
- 27,808: 79번째 십일각수.
- 27,809: 421번째 소피 제르맹 소수(↔ 55,619).
- 27,825: 75번째 십이각수.
- 27,826: 106번째 중심있는 오각수.
- 27,827: 248번째 안전 소수(↔ 13,913).
- 27,842: 서로 다른 두 소수(71, 151)의 제곱합으로 나타낼 수 있는 183번째 반소수.
- 27,848: 118번째 아킬레스 수.
- 27,889 = 1672
- 27,893: 422번째 소피 제르맹 소수(↔ 55,787).
- 27,931: 106번째 칠각수.
- 27,937: 97번째 중심있는 육각수.
- 27,949: 137번째 중심있는 삼각수.
- 27,951: 66번째 십오각수.
- 27,966: 236번째 삼각수.
- 27,972: 84번째 십각수.
- 27,983: 423번째 소피 제르맹 소수(↔ 55,967).

### 28,000~28,999
- 28,001: 424번째 소피 제르맹 소수(↔ 56,003).
- 28,019: 425번째 소피 제르맹 소수(↔ 56,039), 249번째 안전 소수(↔ 14,009).
- 28,033: 97번째 팔각수.
- 28,036: 90번째 중심있는 칠각수.
- 28,058: 서로 다른 두 소수(13, 167)의 제곱합으로 나타낼 수 있는 184번째 반소수.
- 28,085: 137번째 오각수, 119번째 중심있는 사각수.
- 28,125: 119번째 아킬레스 수, 90번째 구각수.
- 28,158: 38번째 오각뿔수.
- 28,163: 250번째 안전 소수(↔ 14,081).
- 28,203: 237번째 삼각수.
- 28,224 = 1682
- 28,288: 64번째 십육각수.
- 28,307: 251번째 안전 소수(↔ 14,153).
- 28,319: 252번째 안전 소수(↔ 14,159).
- 28,356: 107번째 중심있는 오각수.
- 28,360: 138번째 중심있는 삼각수.
- 28,403: 426번째 소피 제르맹 소수(↔ 56,807).
- 28,441: 238번째 삼각수.
- 28,442: 서로 다른 두 소수(79, 149)의 제곱합으로 나타낼 수 있는 185번째 반소수.
- 28,462: 107번째 칠각수.
- 28,497: 138번째 오각수.
- 28,499: 427번째 소피 제르맹 소수(↔ 56,999), 253번째 안전 소수(↔ 14,249).
- 28,519: 98번째 중심있는 육각수.
- 28,520: 80번째 십일각수.
- 28,559: 428번째 소피 제르맹 소수(↔ 57,119).
- 28,561 = 134 = 1692, 120번째 중심있는 사각수.
- 28,571: 429번째 소피 제르맹 소수(↔ 57,143).
- 28,576: 76번째 십이각수.
- 28,595: 35번째 팔면체수.
- 28,607: 254번째 안전 소수(↔ 14,303).
- 28,616: 98번째 팔각수.
- 28,643: 430번째 소피 제르맹 소수(↔ 57,287), 255번째 안전 소수(↔ 14,321).
- 28,645: 85번째 십각수.
- 28,657: 23번째 피보나치 수.
- 28,666: 91번째 중심있는 칠각수.
- 28,680: 239번째 삼각수.
- 28,751: 431번째 소피 제르맹 소수(↔ 57,503).
- 28,756: 91번째 구각수.
- 28,774: 139번째 중심있는 삼각수.
- 28,778: 서로 다른 두 소수(47, 163)의 제곱합으로 나타낼 수 있는 186번째 반소수.
- 28,785: 57번째 이십각수.
- 28,793: 432번째 소피 제르맹 소수(↔ 57,587).
- 28,800: 120번째 아킬레스 수.
- 28,810: 67번째 십오각수.
- 28,859: 433번째 소피 제르맹 소수(↔ 57,719).
- 28,891: 108번째 중심있는 오각수.
- 28,898: 서로 다른 두 소수(113, 127)의 제곱합으로 나타낼 수 있는 187번째 반소수.
- 28,900 = 1702
- 28,901: 434번째 소피 제르맹 소수(↔ 57,803).
- 28,912: 139번째 오각수.
- 28,920: 240번째 삼각수.
- 28,949: 435번째 소피 제르맹 소수(↔ 57,899).
- 28,961: 436번째 소피 제르맹 소수(↔ 57,923).
- 28,979: 256번째 안전 소수(↔ 14,489).
- 28,998: 108번째 칠각수.

### 29,000~29,999
- 29,021: 437번째 소피 제르맹 소수(↔ 58,043).
- 29,026: 46번째 삼십각수.
- 29,033: 438번째 소피 제르맹 소수(↔ 58,067).
- 29,041: 121번째 중심있는 사각수.
- 29,107: 99번째 중심있는 육각수.
- 29,118: 23번째 이십면체수.
- 29,123: 257번째 안전 소수(↔ 14,561).
- 29,161: 241번째 삼각수.
- 29,185: 65번째 십육각수.
- 29,191: 140번째 중심있는 삼각수.
- 29,201: 439번째 소피 제르맹 소수(↔ 58,403).
- 29,205: 99번째 팔각수.
- 29,241 = 1712, 81번째 십일각수.
- 29,243: 258번째 안전 소수(↔ 14,621).
- 29,258: 서로 다른 두 소수(37, 167)의 제곱합으로 나타낼 수 있는 188번째 반소수.
- 29,260: 55번째 사면체수.
- 29,303: 92번째 중심있는 칠각수.
- 29,317: 56번째 케이크 수.
- 29,326: 86번째 십각수.
- 29,330: 140번째 오각수.
- 29,337: 77번째 십이각수.
- 29,339: 440번째 소피 제르맹 소수(↔ 58,679), 259번째 안전 소수(↔ 14,669).
- 29,341: 10번째 카마이클 수.
- 29,363: 441번째 소피 제르맹 소수(↔ 58,727).
- 29,370: 44번째 사각뿔수.
- 29,394: 92번째 구각수.
- 29,399: 260번째 안전 소수(↔ 14,699).
- 29,403: 121번째 아킬레스 수, 242번째 삼각수.
- 29,431: 109번째 중심있는 오각수.
- 29,453: 442번째 소피 제르맹 소수(↔ 58,907).
- 29,483: 443번째 소피 제르맹 소수(↔ 58,967), 261번째 안전 소수(↔ 14,741).
- 29,525: 122번째 중심있는 사각수.
- 29,531: 444번째 소피 제르맹 소수(↔ 59,063).
- 29,539: 109번째 칠각수.
- 29,567: 262번째 안전 소수(↔ 14,783).
- 29,584 = 1722
- 29,611: 141번째 중심있는 삼각수.
- 29,646: 243번째 삼각수.
- 29,663: 263번째 안전 소수(↔ 14,831).
- 29,682: 68번째 십오각수.
- 29,701: 100번째 중심있는 육각수.
- 29,723: 445번째 소피 제르맹 소수(↔ 59,447).
- 29,738: 서로 다른 두 소수(43, 167)의 제곱합으로 나타낼 수 있는 189번째 반소수.
- 29,751: 141번째 오각수.
- 29,759: 264번째 안전 소수(↔ 14,879).
- 29,760: 연속하는 세 자연수 30, 31, 32의 곱.
- 29,768: 122번째 아킬레스 수.
- 29,791 = 313
- 29,800: 100번째 팔각수.
- 29,812: 58번째 이십각수.
- 29,873: 446번째 소피 제르맹 소수(↔ 59,747).
- 29,879: 265번째 안전 소수(↔ 14,939).
- 29,890: 244번째 삼각수.
- 29,929 = 1732
- 29,933: 서로 다른 두 소수(2, 173)의 제곱합으로 나타낼 수 있는 190번째 반소수.
- 29,938: 서로 다른 두 소수(3, 173)의 제곱합으로 나타낼 수 있는 191번째 반소수.
- 29,947: 93번째 중심있는 칠각수.
- 29,971: 82번째 십일각수.
- 29,976: 110번째 중심있는 오각수.